# Thomas Annan

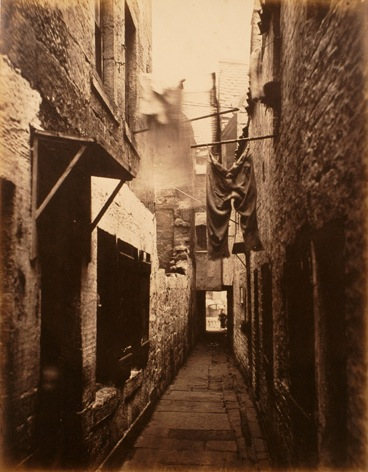
Thomas Annan: Slum v Glasgowě, Skotsko, 1871

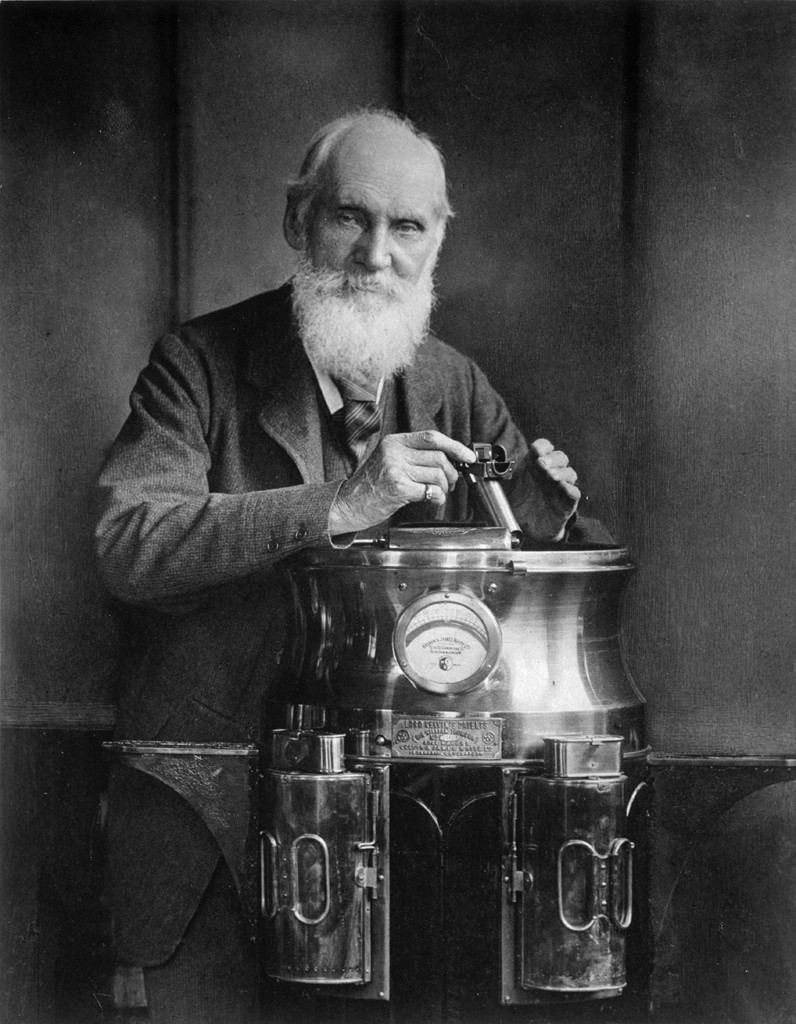
T. & R. Annan & Sons: Sir William Thomson, lord Kelvin (1824 - 1907), uhlotisk, asi 1900

Thomas Annan (1829 Dairsie, Fife – 1887) byl skotský fotograf, který vešel ve známost svými dokumentárními snímky špatných podmínek bydlení pro chudé. Narodil se v Dairsie, Fife jako jeden ze sedmi dětí Johna Annana, přadláka lnu. Později založil firmu T. & R. Annan & Sons.

## Život a dílo
Po počátečních studiích litografie v Cuparu se přestěhoval do Glasgow, získal patentová práva ke zhotovování fotografického procesu a během roku 1857 založil fotografický ateliér na Sauchiehall Street. Nejdříve projevoval zájem především o fotografii architektury, posléze se začal věnovat portrétům. V roce 1866 byl Annan pověřen městem Glasgow (Glasgow City Improvement Trust), aby dokumentoval život ve slumech. Vznikla tak série fotografií s názvem Old Closes and Streets of Glasgow, která mu zajistila prosperitu.
Mezi jeho další pozoruhodné snímky patří čtyřicetikilometrová stavba vodovodního systému v Loch Katrine, portréty Davida Livingstona a Horatia McCullocha a série fotografií starých venkovských domů (Old Country Houses) v Old Glasgow Gentry.
Byl otcem Jamese Craiga Annana, který pokračoval v povolání fotografa, obdržel královský titul 'Photographers and Photographic Engravers to Her Majesty in Glasgow'. Rodinný podnik přežívá i na počátku 21. století v podobě Annan Fine Art Gallery, který se nachází na Woodlands Road ve West End v Glasgow.

## Galerie

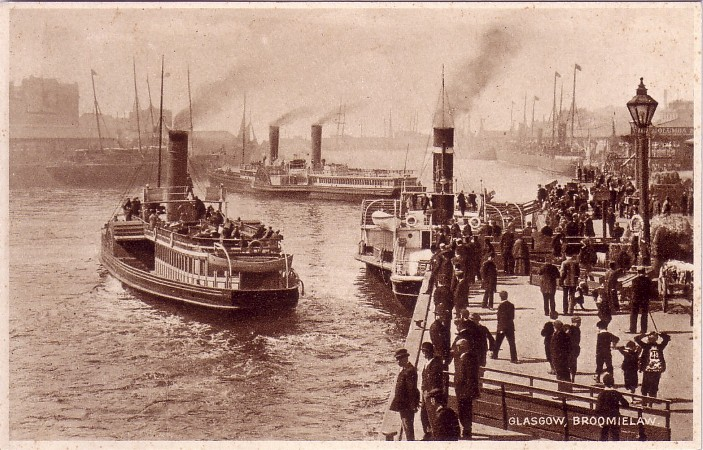
Daniel-Adamson-Benmore a Iona, 1870
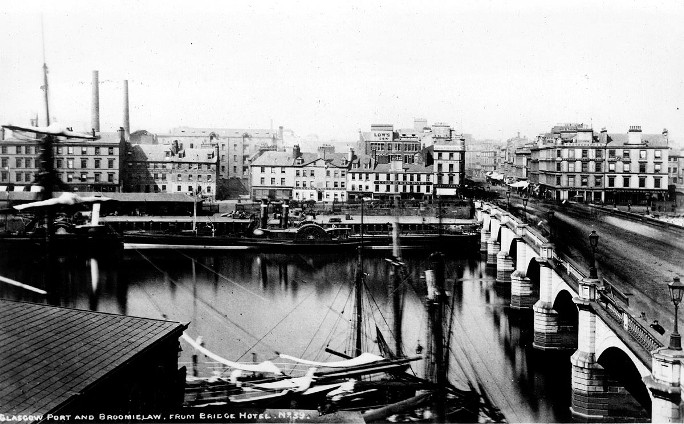
Glasgow Bridge, 1865
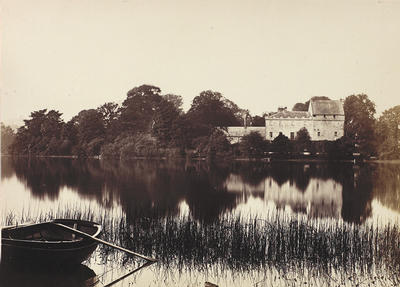
Bardowie Castle, 1870
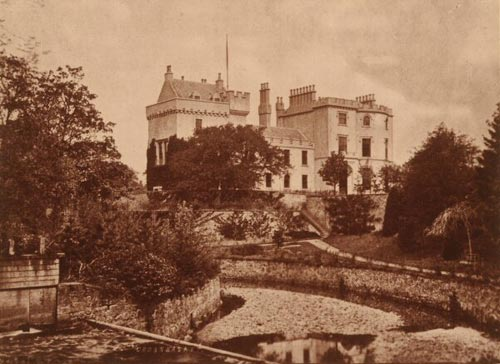
Crossbasket House, 1870
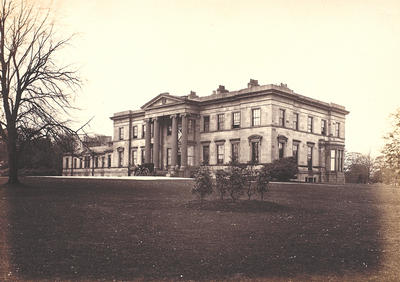
Blythswood house, Glasgow
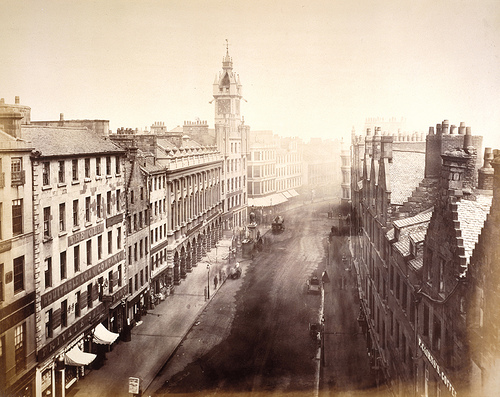
Trongate od Tron Steeple
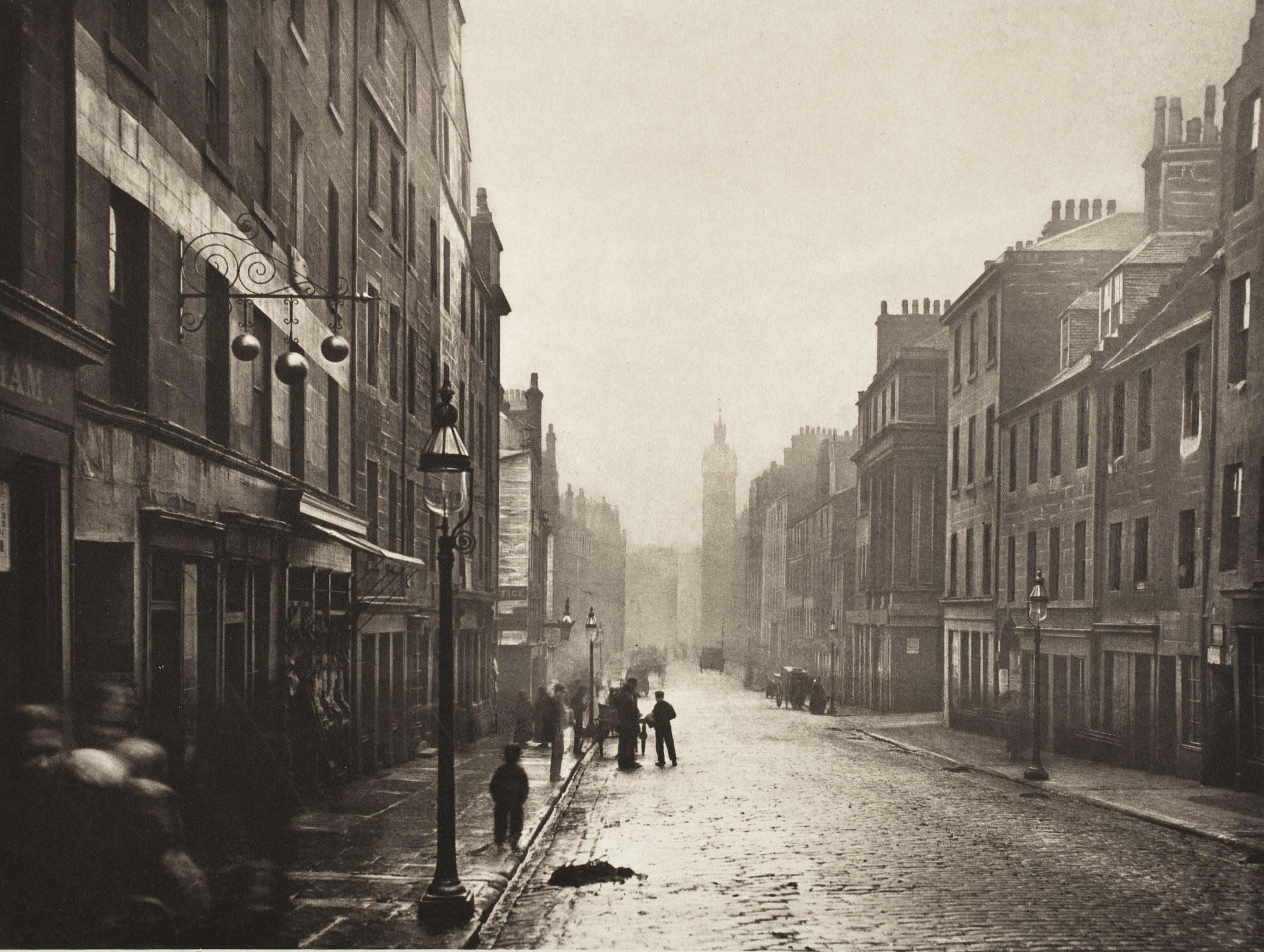
High Street, Glasgow
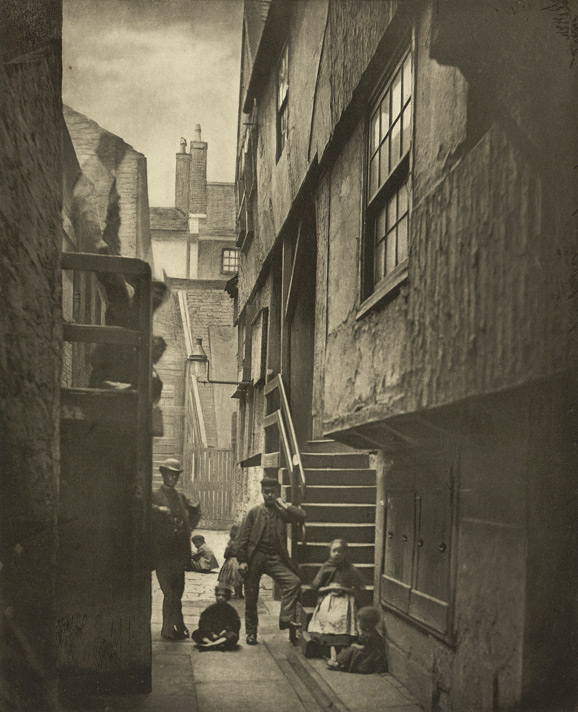
Slum v Glasgowě
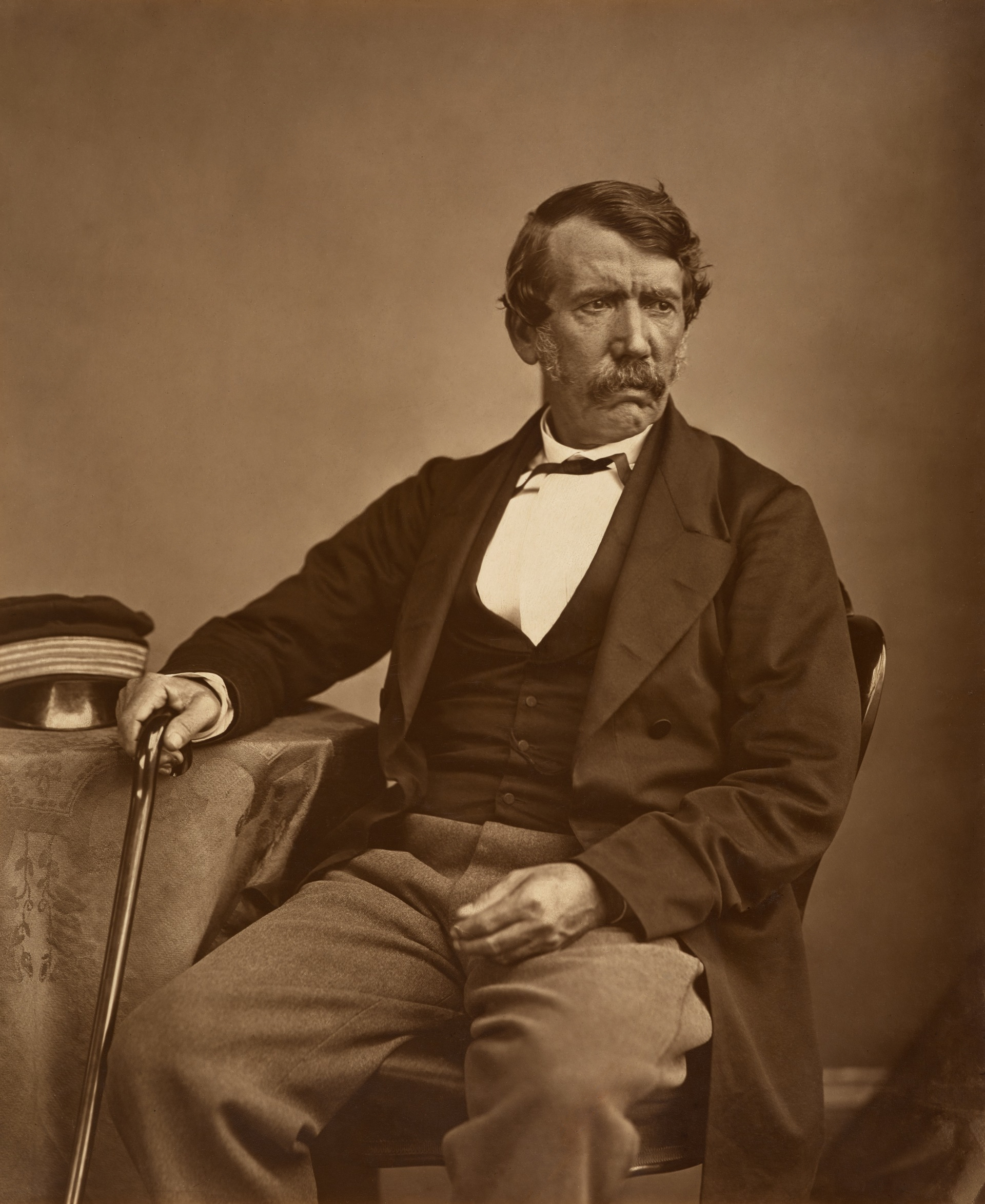
David Livingstone
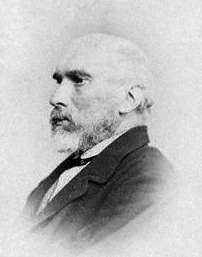
William Stirling-Maxwell
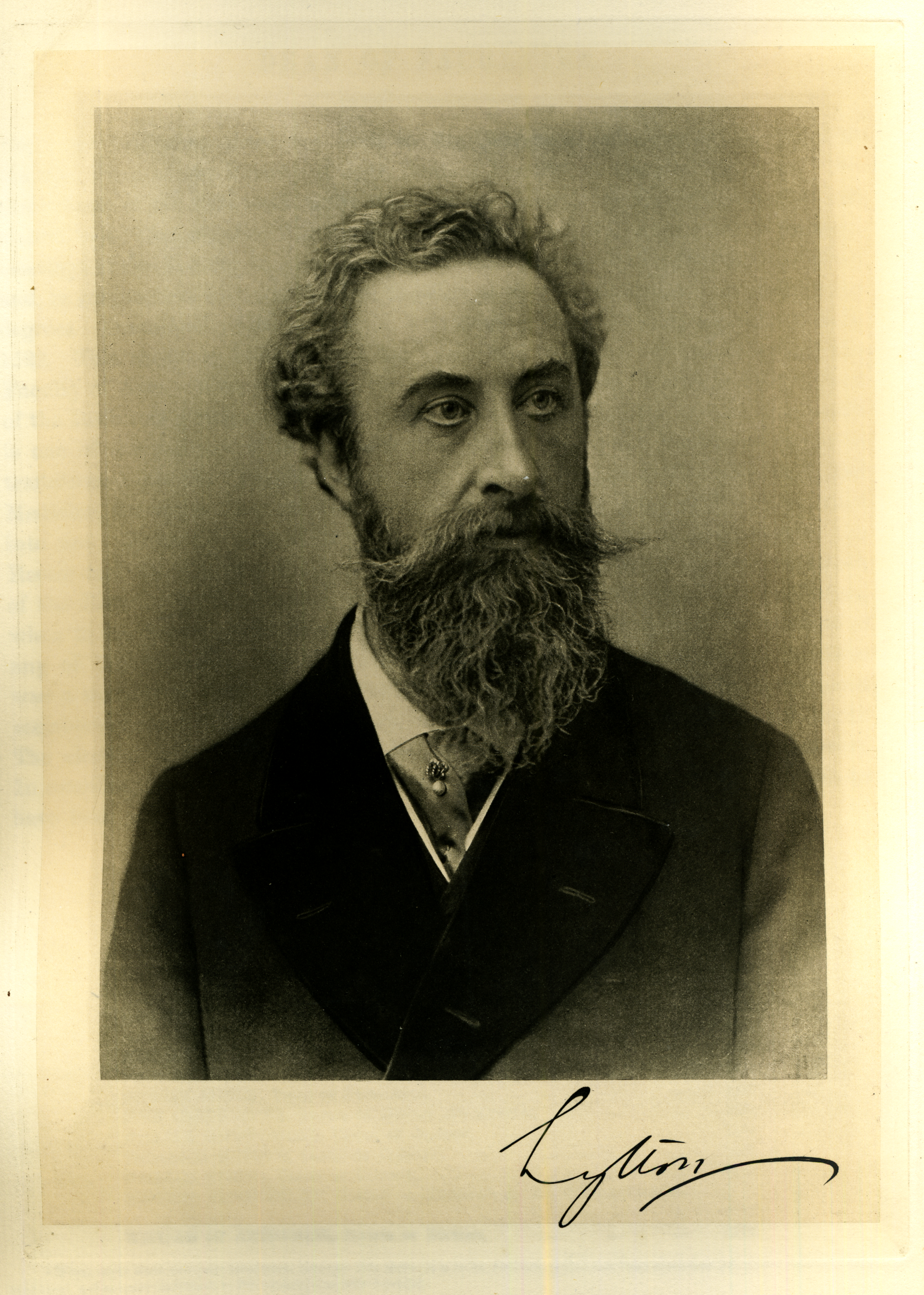
Robert Bulwer Lytton
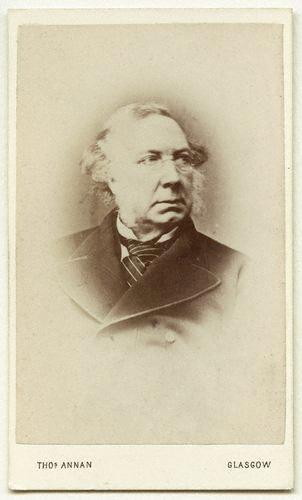
Henry Glassford Bell
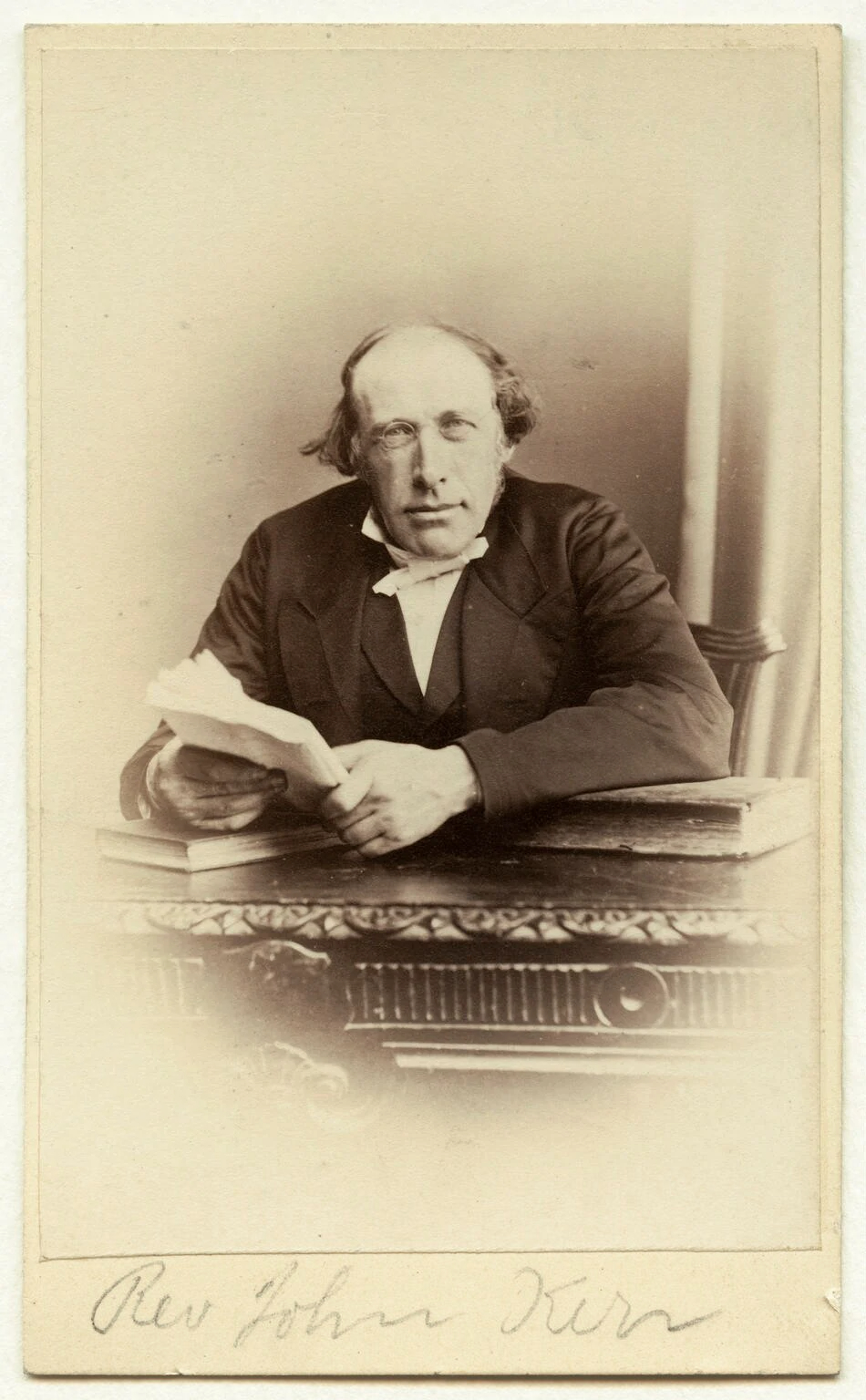
John Kerr, fyzik
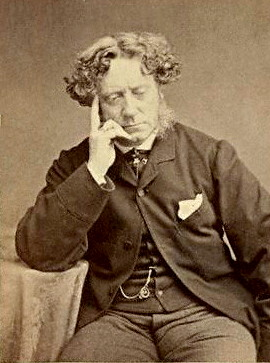
Joseph Noel Paton, 1866

### Publikace
- The Old Country Houses of the Glasgow Gentry (1870)
- Memorial of the old College Glasgow (1871)
- The old closes and streets of Glasgow (1868-1878)